# James Lane Buckley
Pour les articles homonymes, voir Buckley (homonymie).
James Lane Buckley, né le 9 mars 1923 à New York et mort le 18 août 2023 à Washington, est un homme politique et juge américain, notamment sénateur fédéral de l'État de New York entre 1971 et 1977. Se réclamant conservateur, il rejoint le Parti républicain en 1976.

## Biographie
Licencié ès lettres de l'Université Yale en 1943, James Lane Buckley s'engagea dans l'United States Navy, et combattit à Leyte, au golfe de Lingayen et à Okinawa. Démobilisé comme lieutenant en 1946, il passa une licence de droit à la faculté de Yale en 1949, puis réussit le concours du Barreau du Connecticut en 1950 et plaida dans les tribunaux jusqu'en 1953, avant d'obtenir le poste de vice-président de la société immobilière Catawba Corp. En 1965, il candidata au poste de Maire de New York avec l'appui de son frère William F. Buckley Jr..
L'assassinat de Robert F. Kennedy à Los Angeles le 6 juin 1968, au terme de quatre primaires victorieuses, laissait vacant un siège au Sénat.
Les candidats républicains les plus en vue étaient alors John W. Gardner, John Lindsay, Burke Marshall, C. Douglas Dillon, Charles Goodell, Ogden Reid et Whitney Young, mais le 11 août, un porte-parole du cabinet du vice-président Rockefeller annonça que seuls Gardner, Goodell et Reid étaient retenus et le 10 septembre, Rockefeller fit connaître lui-même qu'il soutenait Goodell ; ce n'est donc que le 6 avril 1970 que Buckley put se porter candidat des Conservateurs aux sénatoriales. La Commission du parti républicain se réunissait à l'Hôtel McAlpin (Manhattan) le lendemain : là, Kevin P. McGovern ne parvint pas à réunir les 25% de délégués favorables, qui lui auraient permis de forcer une primaire contre Buckley, lequel obtint, lui, 90% des soutiens,. Pour assurer sa victoire, Buckley rechercha aussi l'appui de la coalition des Indépendants ; mais cette faction, bien qu'elle eût obtenu plus de 100 000 voix, ne parvint pas à se constituer en véritable alternative aux deux autres partis. Lors des élections générales, Buckley défit Goodell et Richard Ottinger.
En 1971, le sénateur Buckley siégea à la commission chargée de la pollution de l'air et de l'eau, à celle des routes, du développement économique, ainsi que dans diverses sous-commissions sur les travaux publics. Il fut partisan de Richard Nixon aux élections présidentielles de 1972.
En 1974, James Lane Buckley proposa en vain une modification anti-avortement du Quatorzième amendement de la Constitution, visant à étendre la notion de personne aux embryons humains. Il parvint toutefois, sous couleur de protection des familles, à faire voter une loi (le Family Educational Rights and Privacy Act, abrégé en FERPA) sur le droit de regard des établissements universitaires américains à diverses informations personnelles concernant les étudiants encore mineurs (exigence d'un accord des parents, signalement des employeurs de l'étudiant, etc).
Au printemps 1974, alors que le scandale du Watergate bouleversait la politique américaine, James Lane Buckley déchaîna la surprise et une certaine colère dans son propre camp en invitant un Nixon emmuré dans ses convictions à démissionner : le sénateur de New York se défendait de porter un quelconque jugement sur la culpabilité ou l'innocence du président, et même il dénonça publiquement « <tous ceux qui> dans les médias et ailleurs, ont exploité l’Affaire du Watergate sans aucun scrupule (...) en vue de ruiner le mandat acquis aux élections de 1972 » ; mais il était d'avis qu'un scandale prolongé risquait de déboucher sur une procédure de destitution, qui diviserait encore un peu plus le pays : « Il n'y a qu'une façon et une seule de résoudre cette crise et de sortir le pays du bourbier du Watergate. Je propose un acte d'homme d'Etat, un acte de courage — tout à la fois noble et dramatique ; préservant à la fois les intérêts de la nation, l'institution présidentielle et le programme pour lequel il a fait campagne avec tant de succès » — la démission de Nixon. Buckley fut le premier conservateur de quelque importance à appeler à cette démission. Nixon, sourd à ces appels, perdit bientôt l'appui de plusieurs républicains en vue, comme le sénateur Barry Goldwater. Il démissionna, finalement, comme on sait, le 9 août 1974.
James Lane Buckley fut enfin l'un des principaux auteurs de la motion Buckley v. Valeo devant la Cour suprême (1976), motion qui « jeta les bases du financement des campagnes politiques. »
Dès 1971, James Lane Buckley avait évoqué sa candidature en vue de sa réélection comme candidat pour New York aux sénatoriales de 1976, et il l'emporta d'ailleurs sur son concurrent Peter A. Peyser aux primaires républicaines. Buckley obtint en outre l'appui de Rockefeller en acceptant de ne pas soutenir Ronald Reagan contre Gerald Ford aux primaires républicaines de 1976, mais il dut s'incliner aux élections générales face au candidat démocrate, Daniel Patrick Moynihan (scrutin de 54 % contre 45 %).